# Albert Bauer (Schauspieler)

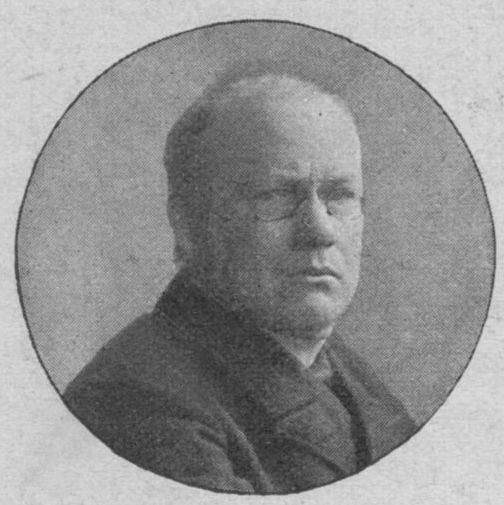
Albert Bauer (1904)

Albert Bauer (geboren um 1865 in Magdeburg; gestorben 18. Oktober 1931 in Coburg) war ein deutscher Theaterschauspieler und -regisseur.

## Leben
Bauer, seit Ende der 1880er Jahre bühnentätig, kam 1888 nach Torgau, 1889 nach Linz, 1890 nach Zwickau, 1891 nach Lodz, 1892 nach Metz, 1893 nach Neiße, 1894 nach Düsseldorf, wirkte 1896 bis 1899 am Friedrich Wilhelmstädtischen Theater in Berlin, 1900 in Rostock, ging sodann nach Königsberg, wo er als „Wallenstein“ debütierte und wurde nach überaus glücklich absolviertem Gastspiel für das Hoftheater in Weimar verpflichtet. Der Künstler wirkte auch als Regisseur.
Sein Lebensweg nach 1902 ist unbekannt.